# La Shica
La Shica es el seudónimo de Elsa Rovayo (Ceuta, 12 de enero de 1976),  una cantante pop española con formación de flamenco, danza española y ballet clásico capaz de acercarse al cante y baile bebiendo de la copla, mezclándolos y fusionándolos con sonidos urbanos como el hip-hop y el rap.  Andreu Buenafuente dijo de ella que era "la coplera 2.0", también dicen que es la coplera del siglo XXI Ha compartido escenario con artistas como Martirio, Bebe, Jorge Drexler, Pau Donés, Manuel Carrasco, Rosendo etc. En el 2011 obtuvo dos Premios de la Música como artista revelación y autor revelación.

## Biografía
La Shica nació en Ceuta. Elsa era la pequeña de tres hermanos y desde niña quería ser artista. Pasó por las academias de baile de la ciudad que pronto se le quedaron pequeñas. Con sólo 15 años y dos muertes a sus espaldas (la de su padre que perdió cuando ella tenía 11 años, y la de su hermano) se trasladó a Madrid donde estudió flamenco, danza española y ballet clásico en la escuela Amor de Dios. 
Se formó de la mano de maestras como Belén Maya, Rafaela Carrasco o Merche Esmeralda.
Más tarde también recibió clases de voz con Lidia García.

## Trayectoria profesional
A los 17 años empieza a trabajar profesionalmente como bailaora flamenca. Recorrió los tablaos de Madrid, Barcelona, Sevilla y París. Formó parte de las compañías de Merche Esmeralda, José Antonio Galicia, Ricardo Franco, Sara Lezana y Alfonso Losa entre otras. En 2006 colaboró con la Compañía Arrieritos en el espectáculo Trece Rosas ganador de varios Premios Max.

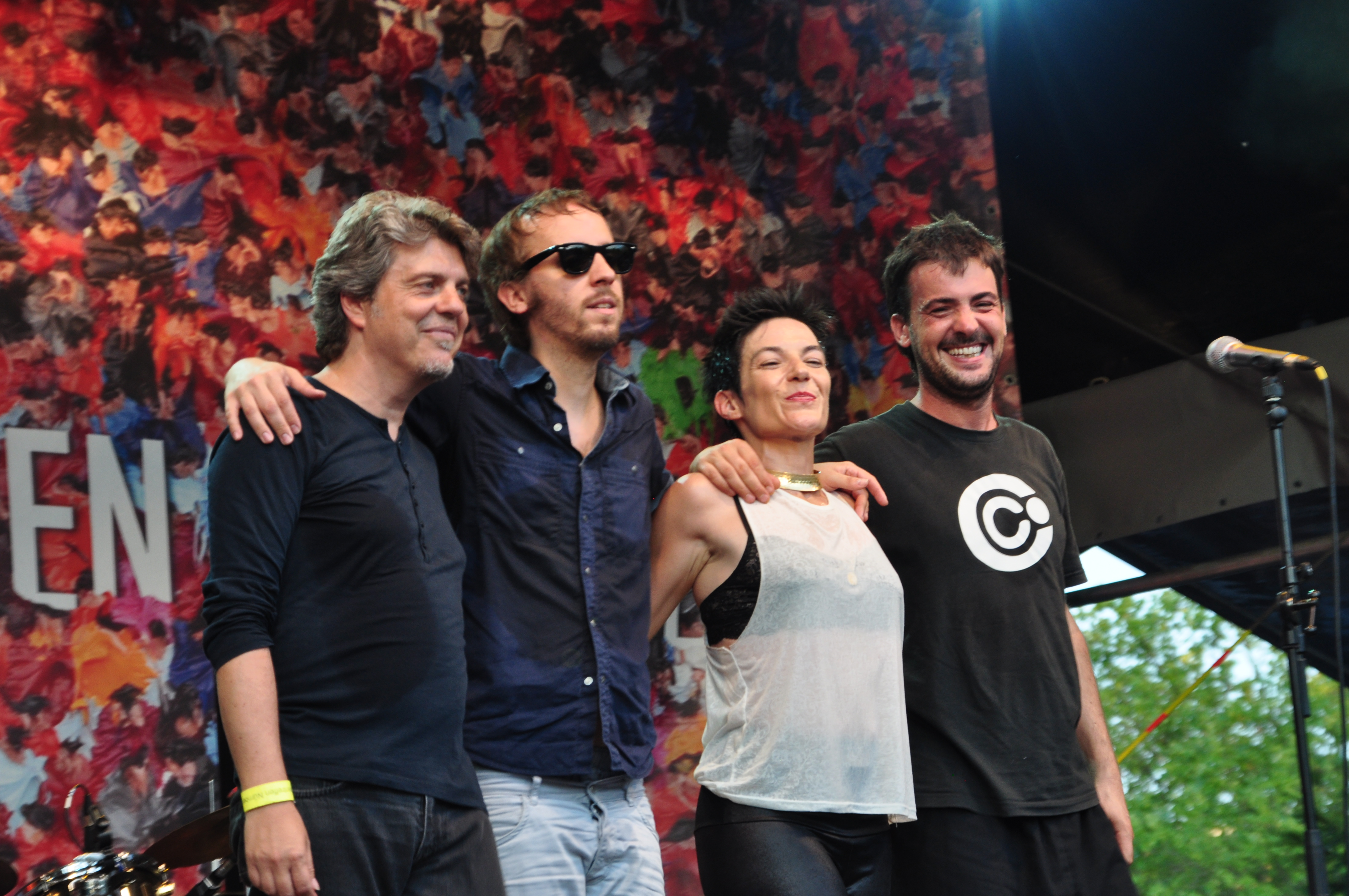
La Shica con grupo 2013 en Núremberg

Pero el baile se le quedó corto y se animó a empezar a cantar. Su primera actuación fue en La Lupe de Chueca de Madrid cantando La bien pagá y Pena, penita, pena. “Tenía que bailar pero dije que iba a cantar. Me acordé de las canciones que cantaba mientras tendía la ropa y me mandaban callar los vecinos, me tomé dos whiskys y me lancé” cuenta en una entrevista.
Comenzó con un grupo de nombre Dios los Cría en la rebotica del tablao Las Carboneras de Madrid junto al guitarrista brasileño Fernando de la Rúa y al letrista rapero José Luis Montón como compositor invitado.

### Nace La Shica
En el 2004, a los 28 años, se rapó la cabeza, cerró sus compromisos en los tablaos y empezó a prepararse para iniciar una nueva etapa profesional con "La Shica" nombre artístico relacionado con su estatura como mido solo 1,58, mi novio siempre me dice 'ay, mi shica' explica en una de sus primeras entrevistas en febrero de 2008. Tras varios años actuando en el circuito de pequeños locales firmó un contrato con Warner Músic para editar su primer disco.
En marzo de 2008 presentó su primer álbum titulado Trabajito de chinos producido por Josete Ordóñez, un disco en el que fusiona diversos géneros en busca de un estilo personal, contando con el hip hop y la canción española como principales puntos de apoyo en el que participan cantando Miguel Poveda en "Dos carnes paralelas" y Miguel Campello, miembro de Elbicho, en Vicio.  La canción que sirve de piedra de toque y que desencadenó el sonido es Zíngara rapera, que surgió en su etapa de París y cuya estribillo se convierte en toda una declaración de principios "Zíngara rapera, con jazmines en el pelo y sudadera/flamenca hip hopera con vestido de volantes y unas playeras". En octubre de 2008 es distinguida con uno de los "Guilles" premios otorgados por La Noche en Vivo la asociación de salas de música en vivo de la Comunidad de Madrid.
En septiembre de 2009 recibió la medalla de Ceuta.
En 2010 presenta su segundo trabajo discográfico, Supercop, también con Warner Music y producido por Javier Limón, un acercamiento iconoclasta al universo coplero.  Su grupo está conformado por Fernando de la Rua a la guitarra, Miguel Rodrigáñez al contrabajo, Pablo Martín Jones en la percusión y La Popi y Ana Romero en los coros, tocando las palmas y bailando en directo. Luis Domerq es el letrista de varias de sus canciones.
También en 2010 Elsa colabora a su vez con Javier Limón en Agua Misteriosa, en el disco Mujeres de Agua con el mar Mediterráneo y las voces de mujeres como hilo conductor, dedicado a las cantantes iraníes perseguidas y silenciadas.
En 2011 triunfa con dos galardones en la XV edición de los Premios de la Música que otorga la Academia de las Artes y las Ciencias de la Música como Artista Revelación por su álbum Supercop y como Autor Revelación por su tema Con Dinamita, en el que comparte créditos con Fernando de la Rúa, Héctor González, Luis Domercq, Miguel Rodrigáñez y Pablo Martín Jones.
Pequeñas infidelidades (2012)  es un bodevil, un monólogo cómico en el que 'La Shica' narra las supuestas vicisitudes amorosas de una mujer 'soltera' que ha tenido sus más y sus menos con el sexo opuesto. Canta versiones personales de coplas con temas de La Lupe, Paquita la del Barrio, Martirio o Chavela Vargas. En el espectáculo comparte escenario con Josete Ordóñez,  guitarrista y productor de su primer disco.
En octubre de 2013 estrena Espain, dolor del bueno, un espectáculo escrito al alimón con Andreu Buenafuente y dirigido por éste, en el que La Shica canta, baila y se estrena como actriz. Un repaso en clave de humor a la situación de España, descontextualizando cultura, arte y música interpretando canciones españolas y latinoamericanas un montaje que se puede entender como un cóctel entre Beyoncé, Lady Gaga, Lola Flores y Björk. El cante se une con loops electrónicos, pianos de juguete y recursos cercanos a la video creación, la danza contemporánea o el cabaret.
En 2014 colabora con Jarabe de Palo en ¿A donde vas? el segundo single del álbum Somos en el que interviene también Ximena Sariñana.
En el 2014 participa en el espectáculo La piel del huevo te lo da dirigido por Sol Picó en el que comparte escenario además de con la propia Sol Picó, con la actriz Candela Peña y los músicos Dani Tejedor (percusionista) y Bernat Guardia (contrabajo).  La obra, en la que ahondan en el papel de la mujer en la sociedad actual, se presentó en mayo, en el marco del Festival Ciutat Flamenco de Barcelona y en enero de 2015 se estrenó en Madrid en el Teatro del Barrio.
A finales de 2014 lanza su tercer disco Esa en el que canta clásicos españoles pero también hace un homenaje a artistas mexicanas con temas como "La llorona" y " Tres veces te engañé" de Paquita la del Barrio y en el que tiene además un dueto con Natalia Lafourcade. El nombre de Esa viene de la canción Yo soy esa, el tema con el que empieza el disco.
A finales del 2014 se establece durante unos meses en México, un punto especial de referencia para La Shica que a lo largo de su carrera ha realizado numerosas giras internacionales en Europa, Estados Unidos y países como India, Siria, Jordania o Líbano.
En 2016 alterna su residencia entre Lima y Madrid.

## Discografía

### Álbumes
- 2008 Trabajito de chinos
- 2010 Supercop
- 2014 Esa

### Colaboraciones
- 2005: «El Evangelio según mi jardinero» con Martín Buscaglia
- 2005: «De ayer a mañana» con Eliseo Parra
- 2007: «Adelantando» con Jarabe de Palo
- 2010: «Agua misteriosa»  con Javier Limón en Mujeres de agua
- 2010: «Tengo» con Macaco en El vecindario
- 2014: «¿A dónde vas?» con Jarabe de Palo y Ximena Sariñana
- 2014: «En este momento», con Jenny and the Mexicats en Ome[22]
- 2014: «Mujer, cántaro, niño» con Charo Bogarín (integrante de Tonolec), Patricia Sosa y Sophie Oliver, colaborando para el disco Cantos de la Tierra sin Mal de Tonolec

La Shica ha compartido escenario con: Martirio, Bebe, Macaco, Amancio Prada, Rosendo, Barricada, Josemi Carmona, Rosario Flores, Bimba Bosé, Jorge Drexler, Pau Donés, Manuel Carrasco, entre otros.

## Espectáculos
- 2011 Pequeñas infidelidades
- 2013 - 2014 Espain. Dolor del bueno. Co-guionizado y dirigido por Andrés Buenafuente.
- 2014 - 2016 La piel del huevo te lo da junto a Candela Peña y Sol Picó. Dirigido por Sol Picó.

## Premios
- 2008 Premio "Guilles"
- 2011 Premios de la Música como Artista Revelación por su álbum Supercop, y como Autor Revelación por el tema Con Dinamita.